# Kemofobija
Kemofobija (tudi kemonoja) so neutemeljeni predsodki o kemikalijah ali kemiji oziroma nerazumski odpor do njih. Pojav se povezuje tako s precejšnjo zaskrbljenostjo zaradi morebitnih škodljivih učinkov sintetičnih kemikalij kot tudi z nerazumskim strahom pred temi snovmi zaradi napačnih predstav o njihovi možni škodljivosti. Kemofobija je pogosto povezana s sklicevanjem na naravo.

## Definicija in raba
Obstajajo različna mnenja o pravilni rabi besede kemofobija. Mednarodna zveza za Čisto in uporabno Kemijo (IUPAC) definira kemofobijo kot »nerazumski strah pred kemikalijami«. Po podatkih Ameriškega Sveta za Znanost in Zdravje je kemofobija strah pred sintetičnimi snovmi, ki izhaja iz "ustrahovalnih zgodb" in pretiranih trditev o nevarnosti sintetičnih snovi, ki so razširjene v medijih.
Kljub priponi -fobija večina del, osredinjenih na zdravljenje kemofobije, pojav opisuje kot ne-klinični odpor ali predsodek, in ne kot fobijo po standardni medicinski definiciji. Medtem ko je zdravljenje fobij terapevtsko, sta izobraževanje in ozaveščanje javnosti o kemiji učinkovita pristopa odpravljanja kemofobije.
Michelle Francl je napisala: "Smo kemofobna kultura. Kemikalija je postala sopomenka za nekaj umetnega, manjvrednega, nevarnega ali strupenega." Kemofobijo označuje "bolj kot barvno slepoto kot pa pravo fobijo", saj da so kemofobi "slepi" za večino kemikalij, s katerimi se srečujejo. Vsaka snov v vesolju je namreč kemijska. Francl pravi, da takšne napačne predstave niso neškodljive, kot je prikazano v primeru, v katerem so z lokalnimi zakoni nasprotovali fluoriranje javne vode kljub zabeleženim primerom izgube zob in pomanjkanju fluoridnih ionov v prehrani. V smislu zaznave tveganja se naravne kemikalije večini ljudi zdijo varnejše od sintetičnih. Zato je ljudi strah umetnih ali "nenaravnih" kemikalij, medtem ko pa dokazano škodljive ali strupene sprejemajo.

## Vzroki in posledice
Profesor kemije Pierre Laszlo pojasnjuje, da so kemiki vse skozi zgodovino doživljali kemofobijo s strani splošnega prebivalstva, in meni, da je ta zakoreninjena v iracionalnih predstavah kot tudi v utemeljenih skrbeh (npr. kemično orožje in industrijske nesreče). Profesor Gordon Gribble pa pravi, da bi lahko začetke kemofobije verjetno pripisali knjigi Nema pomlad in da so sledeči dogodki, kot sta onesnaženje Times Beach in nesreče v Bhopalu, Indiji, le poslabšali situacijo.

## Odzivi
Kemiki se trudijo, da bi zajezili kemofobijo, še posebej z izobraževanjem potrošnikov o varnosti prehrambenih aditivov in predpripravljene hrane.

## Oglejte si tudi
- Brez kemikalij
- Nevarne kemikalije
  - Obstojni organski onesnaževalci
- Ekološka hrana
- Naravna hrana
- Potegavščina "dihidridov monoksid"
- Polemika gensko spremenjene hrane
- Večkemikalijska preobčutljivost
- Seznam fobij
- Fobije kot predsodki
- Polemika cepiv